# Rudolf Friemel
Rudolf „Rudi“ Friemel (* 11. Mai 1907 in Wien; † 30. Dezember 1944 im KZ Auschwitz) war ein österreichischer Widerstandskämpfer gegen den Nationalsozialismus und Kommunist, der dem konspirativen Lagerwiderstand im KZ Auschwitz angehörte.

## Leben
Friemel, von Beruf Kraftfahrzeugmechaniker, war Mitglied der Sozialistischen Arbeiterjugend und ab 1925 Gewerkschaftsmitglied sowie ab 1926 Mitglied der Sozialdemokratischen Arbeiterpartei (SDAP). Er war Angehöriger des Republikanischen Schutzbundes und Teilnehmer des bewaffneten Aufstandes Mitte Februar 1934 gegen den austrofaschistischen Ständestaat unter Engelbert Dollfuß.
Friemel flüchtete anschließend in die Tschechoslowakei und wurde nach seiner Rückkehr Ende Juli 1934 verhaftet und aufgrund seiner Teilnahme am Aufstand verhaftet und am 8. Oktober 1935 zu sieben Jahren Haftstrafe verurteilt.
Aus dem Zuchthaus Stein wurde er am 23. Juli 1936 vorzeitig entlassen. Friemel wurde später Mitglied der Kommunistischen Partei Österreichs (KPÖ).
Mitte Januar 1937 emigrierte er nach Frankreich und zog von dort am 9. März 1937 nach Spanien. Ab März 1937 kämpfte Friemel als Freiwilliger im Spanischen Bürgerkrieg in den Internationalen Brigaden gegen die Errichtung einer faschistischen Diktatur. Nach der Niederlage der Republikaner flüchtete er Anfang Februar 1939 nach Frankreich, wo er im Lager Gurs interniert wurde. Dort meldete er sich zum unbewaffneten Arbeitsdienst, arbeitete als Bergarbeiter in Carmaux und lebte in Arthès (Tarn) mit der Spanierin Margarita Ferrer Rey zusammen. Ihr gemeinsamer Sohn Edouard kam am 26. April 1941 in Albi zur Welt. Nach der Besetzung Frankreichs durch das Deutsche Reich meldete sich Friemel Ende Juli 1941 zum Rücktransport nach Wien und wurde gemeinsam mit seiner Lebensgefährtin und ihrem Kind von den französischen Behörden an der Demarkationslinie in Vierzon an die Gestapo übergeben. Er wurde in Wien durch die Gestapo erkennungsdienstlich erfasst.
Während Margarita Ferrer und Edouard über Stuttgart nach Kirchheim/Teck geschafft wurden, wo sie im sogenannten Wächterheim, einem Heim für ledige Mütter, Aufenthalt nehmen mussten, wurde Friemel am 2. Januar 1942 in das Stammlager des KZ Auschwitz überstellt, wo er die Häftlingsnummer 25.173 erhielt. Friemel war Funktionshäftling in der Fahrbereitschaft der SS und gehörte zunächst der 1942 entstandenen österreichischen Widerstandsgruppe im Stammlager an. Weitere Mitglieder der Widerstandsgruppe waren Alfred Klahr, Hermann Langbein, Ludwig Soswinski, Ernst Burger und Ludwig Vesely. Im Mai 1943 entstand aus der österreichischen Widerstandsgruppe und dem polnischen Lagerwiderstand die Kampfgruppe Auschwitz. Am 27. Oktober 1944 half Friemel Mithäftlingen der internationalen Kampfgruppe bei ihren Fluchtvorbereitungen. Infolgedessen wurde er durch einen in den Fluchtplan eingeweihten SS-Mann denunziert und am 30. Dezember 1944 aufgrund von „Fluchtbegünstigung“ gemeinsam mit Burger und Vesely sowie den polnischen Häftlingen Piotr Piąty und Bernard Swierczyna auf dem Appellplatz des Stammlagers gehängt.
Friemel war der einzige Häftling im KZ Auschwitz, dem während seiner Inhaftierung gestattet wurde zu heiraten. Nachdem seine erste Ehe mit der Wienerin Pauline Fucka geschieden worden war, stellte er den Antrag, Margarita Ferrer heiraten zu dürfen. Auch Ferrer und Friemels Vater Klemens bemühten sich intensiv um eine Heiratserlaubnis. Seinem Vater, der Braut und dem Kind wurde schließlich gestattet, nach Auschwitz zur Eheschließung anzureisen. Am 18. März 1944 wurde die Ehe um 11 Uhr im lagereigenen Standesamt, wo sonst nur Totenscheine ausgestellt wurden, geschlossen. Friemel, der sich für diesen Anlass die Haare wachsen lassen durfte, heiratete in Zivil und nicht in KZ-Häftlingskleidung. Der Häftlingsfotograf Wilhelm Brasse selbst machte das Hochzeitsfoto. Dem Paar wurde zudem gestattet, eine gemeinsame Nacht im Auschwitzer Lagerbordell zu verbringen.

## Gedenken
Der Schriftsteller Erich Hackl verarbeitete diese Auschwitzer Episode 2002 literarisch in „Die Hochzeit von Auschwitz. Eine Begebenheit“.

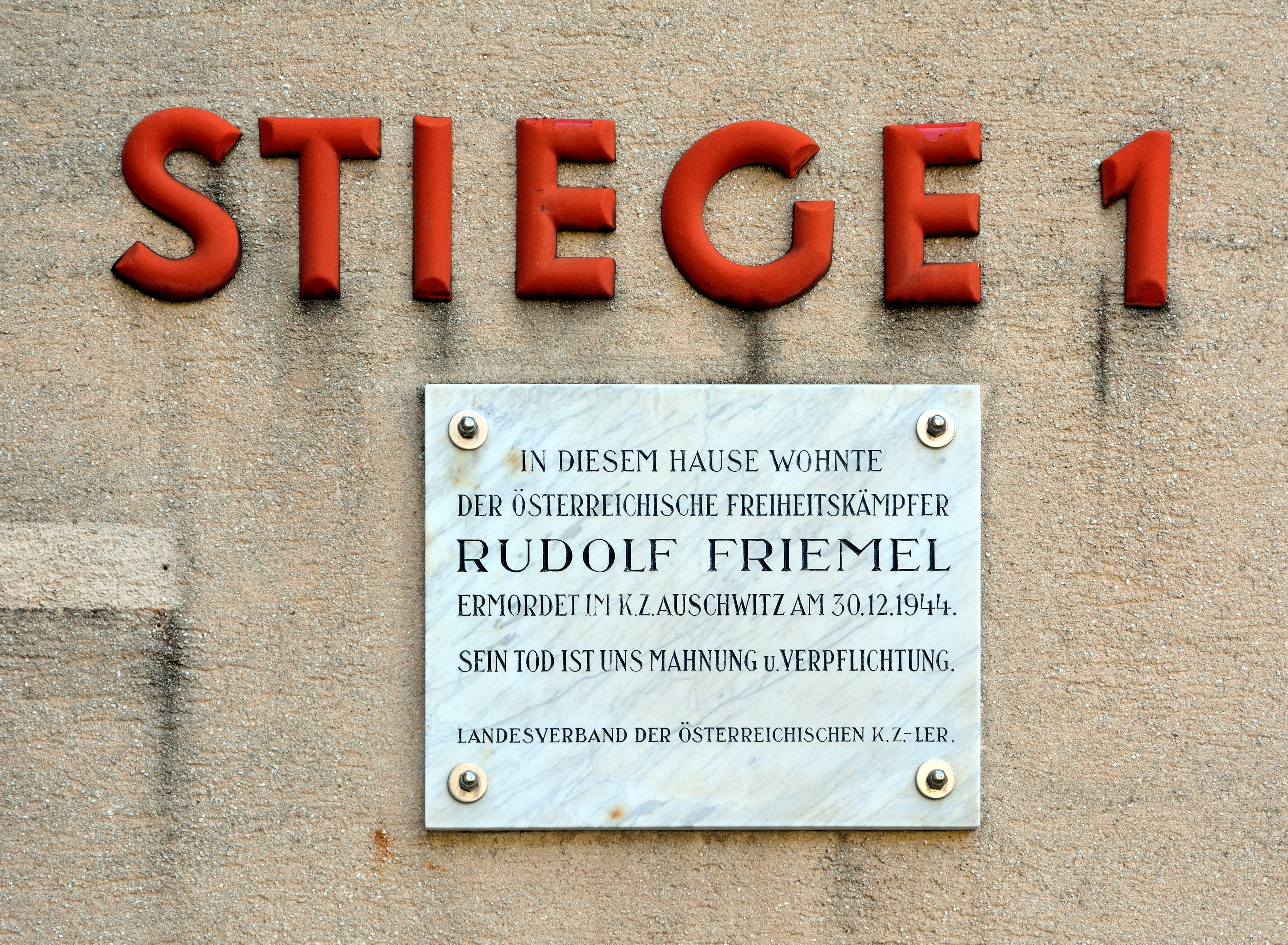
Gedenktafel in der Johann-Mithlinger-Siedlung

In der Ernst-Ludwig-Gasse 8, Stiege 1, im 10. Wiener Gemeindebezirk Favoriten erinnert heute eine Gedenktafel an Rudolf Friemel. Die Stadt Wien ehrte 2004 zudem das Gedenken an Friemel mit der ebenfalls in Favoriten gelegenen Rudolf-Friemel-Gasse.